# Shabab Rafah SC
El Shabab Rafah Sports Club (àrab: نادي شباب رفح الرياضي, Nādī Xabāb Rafaḥ ar-Riyāḍī) és un club de futbol palestí amb seu a Rafah, que juga a la Lliga de Gaza de futbol.
El club va ser fundat el 1953 amb el nom d'Al-Shoaba Club. El 1960, canvià a Al-Oruba Club. El 1962, l'administració egípcia de Gaza li canvià el nom a Nadi Markaz Reayat Al-Shabab (‘Club del Centre d’Atenció a la Joventut’). Després de la guerra dels sis dies el 1967, el club cessà activitats, i no fou fins 1973 que tornà a l'activitat amb el nou nom de Shabab Rafah.

## Palmarès
- Lliga de Gaza de futbol:[4]
  - 2008-09, 2013-14

- Copa palestina de futbol:[4]
  - 2016-17

- Copa de Gaza de futbol:[4]
  - 2002-03, 2005-06, 2012, 2016-17

- Supercopa de Gaza de futbol:[4]
  - 2013, 2014, 2017, 2018